# 上奥果韦省
上奥果韦省（法語：Haut-Ogooué），是加蓬九省之一，位于該國东南部，和刚果共和国交界。上奥果韦省面积36,547平方公里，下辖有8个县。该省首府和最大城市为弗朗斯维尔（Franceville）。
1°38′S 13°35′E / 1.633°S 13.583°E